# 阿格拉泰孔图尔比亚
阿格拉泰孔图尔比亚（義大利語：Agrate Conturbia），是意大利诺瓦拉省的一个市镇。总面积14.51平方公里，人口1538人，人口密度106.0人/平方公里（2009年）。ISTAT代码为003001。